# Campeonato nacional de Estados Unidos 1954
Lista de los campeones del Campeonato nacional de Estados Unidos de 1954:

## Senior

### Individuales masculinos
Vic Seixas vence a  Rex Hartwig, 3–6, 6–2, 6–4, 6–4

### Individuales femeninos
Doris Hart vence a  Louise Brough Clapp, 6–8, 6–1, 8–6

### Dobles masculinos
Vic Seixas /  Tony Trabert vencen a  Lew Hoad /  Ken Rosewall, 3–6, 6–4, 8–6, 6–3

### Dobles femeninos
Shirley Fry /  Doris Hart vencen a  Louise Brough /  Margaret Osborne duPont, 6–4, 6–4

### Dobles mixto
Doris Hart /  Vic Seixas vencen a  Margaret Osborne duPont /  Ken Rosewall, 4–6, 6–1, 6–1
| Predecesor: 1953                         | Campeonato nacional de Estados Unidos 1954 | Sucesor: 1955                         |
| Predecesor: Campeonato de Wimbledon 1954 | Grand Slam 1954                            | Sucesor: Campeonato de Australia 1955 |

- Datos: Q2410049